# Dissosteira longipennis
Dissosteira longipennis är en insektsart som först beskrevs av Thomas, C. 1872.  Dissosteira longipennis ingår i släktet Dissosteira och familjen gräshoppor. Inga underarter finns listade i Catalogue of Life.